# Лимарево
Лимарево (укр. Лимареве) — село,
Камышинский сельский совет,
Ахтырский район,
Сумская область,
Украина.
Код КОАТУУ — 5920383602. Население по переписи 2001 года составляет 12 человек.

## Географическое положение
Село Лимарево находится на правом берегу реки Ташань,
выше по течению на расстоянии в 2,5 км расположено село Оленинское,
ниже по течению на расстоянии в 2 км расположено село Камыши,
на противоположном берегу — село Перелуг.
Примыкает к селу Софиевка.
Рядом проходит железнодорожная ветка.

## История
- Хутор Лимарево возник во время Столыпинских реформ.